# 瓦多安喬
瓦多安喬（西班牙語：Vado Ancho），是洪都拉斯的城鎮，位於該國南部，由埃爾帕拉伊索省負責管轄，始建於1886年，面積84.63平方公里，海拔高度320米，2001年人口3,569，人口密度每平方公里42.17人。
13°43′N 86°58′W / 13.717°N 86.967°W